# 吐外特乡
吐外特乡，是中华人民共和国新疆维吾尔自治区和田地區墨玉县下辖的一个乡镇级行政单位。

## 行政区划
吐外特乡下辖以下地区：
阿亚克艾斯克村、阿拉多斯村、琼库勒村、罕勒克艾日克村、喀拉亚尕其村、库木艾日克村、库木博依村、库特来木村、木尕拉村、纳格拉村、乌尊艾日克村、欧依艾日克村、奥依村、恰尔巴格村、萨亚特村、色日克托格拉克村、苏盖特力克村、苏甫拉村、吐外特村、托合玛克村和亚勒古孜托格拉克村。